# Serkan Özsoy
Serkan Özsoy (* 3. August 1978 in Istanbul) ist ein türkischer Fußballspieler in Diensten von Kahramanmaraşspor.

## Karriere

### Verein
Özsoy begann mit dem Vereinsfußball in der Jugend von Paşabahçe Istanbul und wechselte 1997 mit einem Profivertrag ausgestattet in die Jugend von Fenerbahçe Istanbul. 1998 wurde er in den Profikader übernommen und spielte die ersten zwei Spielzeiten regelmäßig. Ab Sommer 2000 verlor er seine Stellung innerhalb der Mannschaft und fristete die nächsten zwei Spielzeiten eher ein Reservistendasein. So verließ er Fenerbahçe zum Sommer 2002 und ging zu Trabzonspor. Hier spielte er nur eine Spielzeit und zog weiter zu Malatyaspor. Für diesen Verein war er die nächsten zwei Saisons aktiv.
Die Saison 2005/06 verbrachte er für jeweils eine halbe Spielzeit für Manisaspor und Gaziantepspor. Zum Sommer 2006 wechselte er zum Erstligisten Diyarbakırspor. Hier stieg man zum Saisonende in die TFF 1. Lig ab. Özsoy blieb beim Verein und spielte weitere zwei Spielzeiten für diesen Verein. Die nachfolgenden Jahre spielte er bei diversen Zweit- und Drittligisten. 
Özsoy wechselte zum Sommer 2011 zum Zweitligisten TKİ Tavşanlı Linyitspor. Nach eineinhalb Spielzeiten verließ er Linyitspor Richtung Drittligist Kahramanmaraşspor. Mit diesem Klub wurde er zum Saisonende 2012/13 Meister der TFF 2. Lig und erreichte damit den direkten Aufstieg in die TFF 1. Lig.

### Nationalmannschaft
Özsoy spielte das erste Mal für die türkische Jugendnationalmannschaften, während einer U18-Begegnung gegen die italienische U-18. Insgesamt spielte er viermal die U-18-Nationalmannschaft seines Landes.
Darüber hinaus absolvierte er in den Jahren 1999 und 2000 insgesamt acht Länderspiele für die türkische U-21-Nationalmannschaft.

## Erfolge
Mit Fenerbahçe Istanbul
- Türkischer Meister: 2000/01

Mit Trabzonspor
- Türkischer Pokalsieger: 2002/03

- Mit Kahramanmaraşspor

Meisterschaft der TFF 2. Lig und Aufstieg in die TFF 1. Lig2012/13